# 20th Century Man
20th Century Man è un brano musicale scritto dal cantautore britannico Ray Davies, incluso nell'album Muswell Hillbillies, e pubblicato su singolo negli Stati Uniti dai The Kinks nel dicembre 1971.
Il brano è incentrato su temi sociali quali povertà, mancanza di alloggi, alienazione, welfare state, e altre problematiche dell'epoca moderna.

## Il brano
In 20th Century Man, il cantante esprime i suoi rimpianti e preoccupazioni verso il mondo moderno governato dalle macchine e da troppa tecnologia. Inoltre, dichiara di volersene andare via e auspica che l'umanità trovi una soluzione ai problemi portati dal progresso. Nel ritornello afferma consapevolmente di sapere di essere un "uomo del ventesimo secolo" ma di non volere morire qui, in un mondo dove non esiste più privacy e libertà. Torna poi a criticare il presente prendendosela con l'arte moderna dicendo di preferire i vecchi classici come William Shakespeare, Rembrandt van Rijn, Tiziano, Leonardo da Vinci e Thomas Gainsborough.
Il testo del brano è così "retrogrado" che il National Review mise 20th Century Man alla posizione numero 10 nella lista delle 50 canzoni più conservatrici della storia del rock da loro stilata.
Musicalmente la traccia si discosta leggermente dal resto dei brani presenti su Muswell Hillbillies, avendo sonorità più marcatamente rock.

## Tracce singolo
RCA – 74-0620 - USA
1. 20th Century Man – 3:57
2. Skin and Bone – 3:36

## Formazione
- Ray Davies - chitarra acustica, voce solista
- Dave Davies - chitarra solista, Slide guitar, cori
- John Dalton - basso
- John Gosling - tastiere
- Mick Avory - batteria, percussioni
- John Beecham - trombone, tuba*
- Mike Bodak; Richard Edwards - Ingegneri del suono